# Katia Lanero Zamora
Katia Lanero Zamora, née le 5 mars 1985 à Liège en Belgique, est une autrice belge.

## Biographie

### Jeunesse et formation
Katia Lanero Zamora naît le 5 mars 1985 à Liège. Sa famille est d’origine espagnole . Elle fait des études littéraires à l’Université de Liège. Elle réalise une licence en langues romanes et littérature, suivie d'un master de communication en métiers du livre.

### Carrière
Après ses études, Katia Lanero Zamora travaille en tant que chargée de relations avec les auteurs littéraires à la Société civile des auteurs multimédia (Scam). Ensuite, pendant trois ans, elle s'occupe du volet numérique de la collection « Espace Nord » au sein de Cairn.info.
Elle écrit les textes de deux albums jeunesse parus aux éditions Luzabelle :  Albigondine est une fée (2010) et Günther le Menteur (2011). En 2012, elle débute dans le roman jeunes adultes avec la trilogie fantasy des Chroniques des Hémisphères parue aux Impressions Nouvelles. Elle participe également à l’ouvrage collectif Bruxelles Noir (Asphalte, 2015). En septembre 2015, elle reçoit la bourse de la Fondation de la Vocation. Depuis, elle développe ses projets d’écriture et d’animation d’ateliers,.
De septembre 2017 à juillet 2024, Katia Lanero Zamora est conseillère de programme pour les séries belges et les projets digitaux du pôle fiction de la RTBF. En 2018, elle publie son nouveau roman fantasy, Les Ombres d’Esver, aux éditions ActuSF en même temps qu’est diffusé Doulange, le premier podcast natif de la RTBF,  co-écrit avec Caroline Prévinaire,,. Elle cosigne plusieurs podcasts pour La Voix dans ta tête et publie deux romans remarqués, réunis sous un titre unique, La Machine, aux éditions ActuSF en 2021 et 2023. Le tome 1 de La Machine remporte le Prix de L'Ouest hurlant, catégorie lycéens, en 2022. 
En 2024, elle accepte le pari que lui lance le centre culturel Oyou en passant un mois de résidence sur le territoire de Marchin - Clavier-Modave et en écrivant une nouvelle de commande, intitulée « Une force de la nature »[réf. nécessaire].
Depuis mars 2024, Katia Lanero Zamora est script-editor chez Peyo Company et chargée de développement chez Sequel Prod[réf. nécessaire].

## Œuvres

### Albums de jeunesse
- 1. Albigondine est une fée, Luzabelle, coll. « La Deuxième Etoile à droite », Stembert, 2010
Scénario : Katia Lanero Zamora - Dessin et couleurs : Yannick Thiel -  (ISBN 978-2-9601158-0-2),Préface de René Hausman.
- 2. Günther le menteur, Luzabelle, coll. « La Deuxième Etoile à droite », Stembert, 2011
Scénario : Katia Lanero Zamora - Dessin et couleurs : Yannick Thiel -  (ISBN 978-2-9601158-1-9).

### Romans et nouvelles
- Chroniques des Hémisphères, t. 1 : Le Bal des poussières, Bruxelles, Les Impressions nouvelles, 2012, 236 p. (ISBN 978-2-87449-152-8)[11]
- Chroniques des Hémisphères, t. 2 : La Reine de la pluie, Bruxelles, Les Impressions nouvelles, 2013, 284 p. (ISBN 978-2-87449-173-3)[12]
- Chroniques des Hémisphères, t. 3 : Le Masque du Caracal, Bruxelles, Les Impressions nouvelles, 2014, 266 p. (ISBN 978-2-87449-212-9)[13]
- Dédales, dans Bruxelles Noir (Michel Dufranne (éd.)), Paris, Asphalte éditions, 2015[14]
- Oasis, Bruxelles, Fureur de Lire / Fédération Wallonie-Bruxelles, 2018[15]
- Les Ombres d'Esver, Chambéry, ActuSF, 2018[16]
- La Fée Pois-chiche, dans C'est écrit près de chez vous, Éditions de la Province de Liège, 2019
- La Machine, tome 1, ActuSF, 2021 - Prix de l'Ouest hurlant catégorie Lycéens 2022[17]
- La Machine, tome 2, ActuSF, 2023
- Re:Start, Argyll éditions, 2025[18]

### Podcasts
- Doulange, podcast natif de la RTBF, co-écrit avec Caroline Prévinaire, 2018[19],[20].
- Sisyphe heureux, podcast natif de la RTBF, 2020[21]
- Petits génies, podcast natif de La voix dans ta tête, 2022 [22]
- Macrales, podcast natif de La voix dans ta tête, 2022 [23]

## Autres
Durant la crise du Covid-19 en 2020, Katia Lanero Zamora participe à un collectif d’auteurs et d’autrices (Cassandra O'Donnell, Carina Rozenfeld, Jean-Luc Marcastel, Silène Edgar, Thomas Andrew, Sebastian Bernadotte, Anne-Marie Desplat-Duc, Evelyne Brisou-Pellen, Laurence Colin, Camille Salomon, Anna Combelle, Stéphane Tamaillon, Solène Chartier, Carole Jamin) qui mettent en ligne des histoires libres de droit sur le site Kilitoo, proposant ainsi aux enfants de 2 à 15 ans un choix de lectures relevant des littératures de l’imaginaire.